# Itarana
Itarana là một đô thị thuộc bang Espírito Santo, Brasil. Đô thị này có diện tích 299,077 km², dân số năm 2007 là 10773 người, mật độ 36,02 người/km².